# Ideo (przedsiębiorstwo)
Ideo – polska spółka informatyczna z siedzibą w Rzeszowie specjalizująca się w tworzeniu i dostarczaniu rozwiązań IT dla sektora biznesowego. Jest członkiem Klastra IT prowadzonego przez Stowarzyszenie Informatyka Podkarpacka.

## Historia
Początki marki Ideo sięgają 1999 roku, kiedy to została założona firma „Kapitał Plus”, zajmująca się tworzeniem stron internetowych. W 2006 roku zmianie uległa nazwa firmy – „Kapitał Plus” zastąpiono „Ideo”. W tym samym roku stworzono nowy logotyp. Firma działa w Polsce i poza granicami, posiada między innymi oddział – Ideo Solutions AS w Norwegii. W roku 2023 Grupa Ideo zatrudniała ponad 250 osób.

## Zakres działalności
Ideo zajmuje się tworzeniem dedykowanego oprogramowania wspierającego firmy i instytucje. Są to głównie aplikacje webowe: strony www, platformy e-commerce, platformy e-learningowe, intranety, systemy obiegu dokumentów. Spółka jest partnerem PimCore Silver Partner, Magento Business Solution Partner, Microsoft Gold Certified Partner, Google Premium Partner SoDA (Software Development Association Poland) oraz członkiem Stowarzyszenia Informatyka Podkarpacka.

## Nagrody i wyróżnienia
Spółka Ideo została nagrodzona w konkursach i rankingach, m.in.:
- 2022 r. Polish Project Excellence Award – przygotowana przez Ideo aplikacja mobilna „LOTTO – graj online” zdobyła srebro w kategorii Projekty IT[11].
- 2020 r. „Diamenty Forbesa”[12]
- 2020 r. Nagroda Clutch[13]
- 2019 r. Audyt Grant Thornton[14]
- 2019 r. Loyalty Awards[15]
- 2011 r. Deloitte Technology Fast 50 Central Europe[16]